# Plectranthus garckeanus
Plectranthus garckeanus là một loài thực vật có hoa trong họ Hoa môi. Loài này được (Vatke) J.K.Morton miêu tả khoa học đầu tiên năm 1998.